# 더 메신저스
《더 메신저스》(영어: The Messengers)는 2015년에 The CW에서 방영된 드라마이다.